# Zizzygonium magellanensis
Zizzygonium magellanensis är en kräftdjursart som först beskrevs av Winkler 1994.  Zizzygonium magellanensis ingår i släktet Zizzygonium och familjen Paramunnidae. Inga underarter finns listade i Catalogue of Life.